# Сосновка (Чебоксары)
Сосно́вка (чув. Сосновка посёлокӗ) — посёлок городского типа (с сельским населением как сельский населённый пункт с декабря 2005 года) в Чувашской Республике Российской Федерации. Входит в Чебоксарский городской округ, подчинён Московскому району г. Чебоксар, в частности территориальному управлению Заволжье.
Посёлок находится в левобережной части города Чебоксары, тогда как основная территория города расположена на правобережной стороне. С посёлком существует паромное сообщение через Волгу и автомобильное через плотину Чебоксарской ГЭС.

## Физико-географическая характеристика

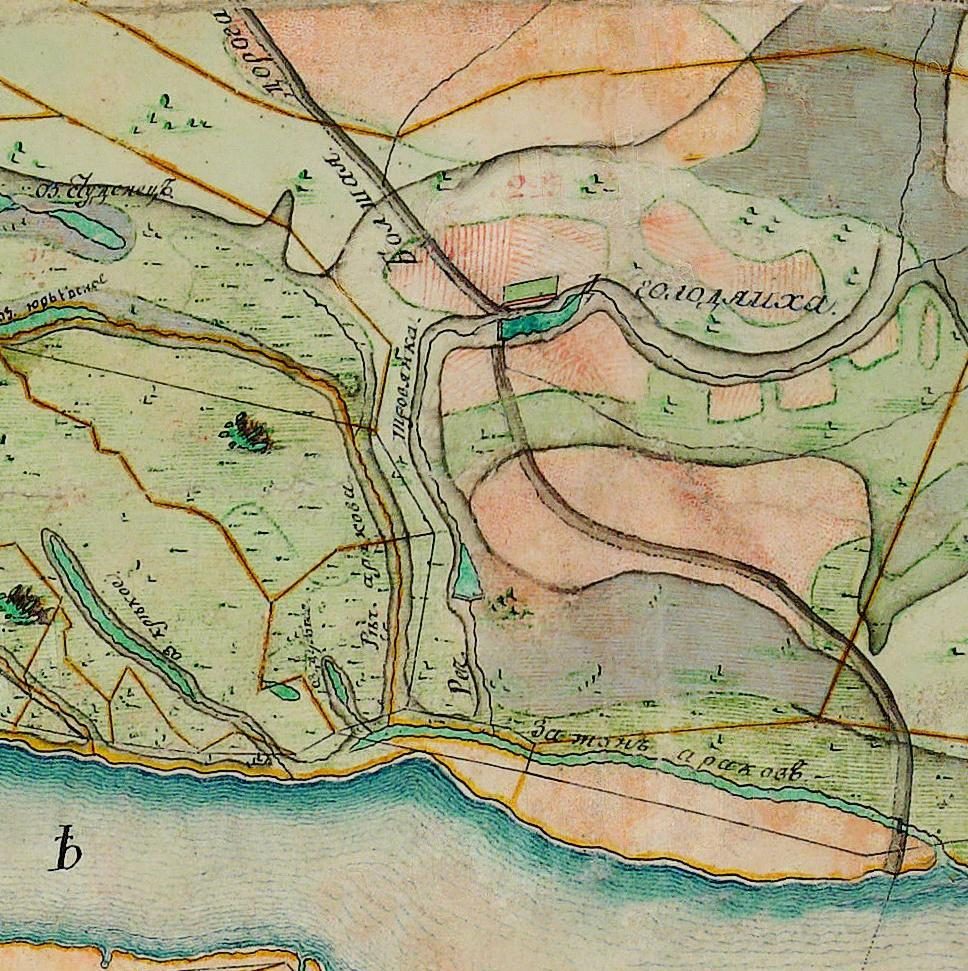
Деревня Голодяиха на плане генерального межевания Чебоксарского уезда («Генеральный геометрический план города Чебоксар и его уезда, состоящий в Казанской губернии. Сочинён в Казанской межевой конторе в 1793 году»).

Деревня была основана в 6 верстах севернее Чебоксар, в низменной левобережной части напротив города. Через деревню протекала небольшая речка Травинка, впадающая в Волгу. Мимо деревни проходила дорога из Чебоксар в Макарьев. В окрестностях деревни находились сенокосные гривы и болота. Селение окружено лесами.

При строительстве Чебоксарской ГЭС был выполнен значительный объём работ по водопонижению с целью защиты от подтопления водами чебоксарского водохранилища территории посёлка и Сосновской сельскохозяйственной низины.

## История
Деревня Голодяиха была основана во второй половине 1670-х гг. в левобережной части Чебоксарского уезда Чебоксарским Преображенским монастырём на землях, принадлежащих ему. Крестьяне деревни были монастырскими.

К сожалению, за XVII в. практически не сохранилось сведений о численности крестьян и количестве дворов в преображенских деревнях. <…> Также за рассматриваемый период нет конкретных данных об организации хозяйства, выполнении владельческой ренты и государственных повинностей крестьянами Троицкого и Преображенского монастырей. Но, несомненно, хозяйственная деятельность внутри троицкой и преображенской вотчин ничем не отличалась от такой же деятельности в вотчинах других монастырей, сведения о которых до нас дошли.— «Церковно-монастырские крестьяне в Чувашии в XVII веке…»
После секуляризации церковного землевладения в 1764 году монастырские крестьяне стали экономическими. 

В начале XX века крестьяне Голодяихи платили ругу причту приходской Никольской церкви — по 1 пуду ржи и 1 пуду пшеницы «с венца» (то есть «с каждой супружеской пары, либо с каждого двора»).

До 1923 года деревня называлась Голодяиха, с 1923 года — Голодяевка, с 1935 — Голодяево. С 1917 года в Чебоксарской волости Чебоксарского уезда, с 1 октября 1917 года — административный центр Голодяевского сельского совета Чебоксарского района.

9 ноября 1938 года деревня Голодя́евка была переименована в Сосновку, Голодяевский сельский совет — в Сосновский.

В 1939 году в соответствии с генеральным планом (разработан Горьковским крайпрогором) в городскую черту Чебоксар были включены земли 11 прилегающих деревень Чебоксарского района: Набережная, Якимово, Банново, Соляное, Кнутиха, Будайка, Усадки, Заводская, Рябиновка, Новоилларионово, Сосновка, дополнительно — Кошкино, Завражная:264.

6 июня 1941 года деревня Сосновка преобразована в рабочий посёлок (административный центр Сосновского поссовета), 4 июля 1959 года посёлок Сосновка исключён из списка населённых пунктов в связи со включением в черту города Чебоксары, 29 августа 1968 года восстановлен в списке населённых пунктов как посёлок (в черте города Чебоксары), 17 сентября 1971 года выделен вновь самостоятельно (исключён из черты Чебоксар), 25 ноября 1971 года вновь утверждён как рабочий посёлок, с 23 апреля 1973 года — в административном подчинении Московскому райсовету.
В состав посёлка в 2020 году был присоединён посёлок Октябрьский Чебоксарского городского округа.

## Население
| Год     | кон.1670-х гг. | 1781—1782 гг. | 1859 | 1904 | 1907 |
| ------- | -------------- | ------------- | ---- | ---- | ---- |
| Жителей |                | 17            | 152  | 239  | 283  |
| Мужчин  | 124            |               | 76   | 115  |      |
| Женщин  |                |               | 76   | 124  |      |
| Дворов  | 73             |               | 24   | 34   |      |

| 1992 | 2001  | 2002  | 2010  |
| ---- | ----- | ----- | ----- |
| 5100 | ↘4700 | ↘3053 | ↘2242 |

## Религия

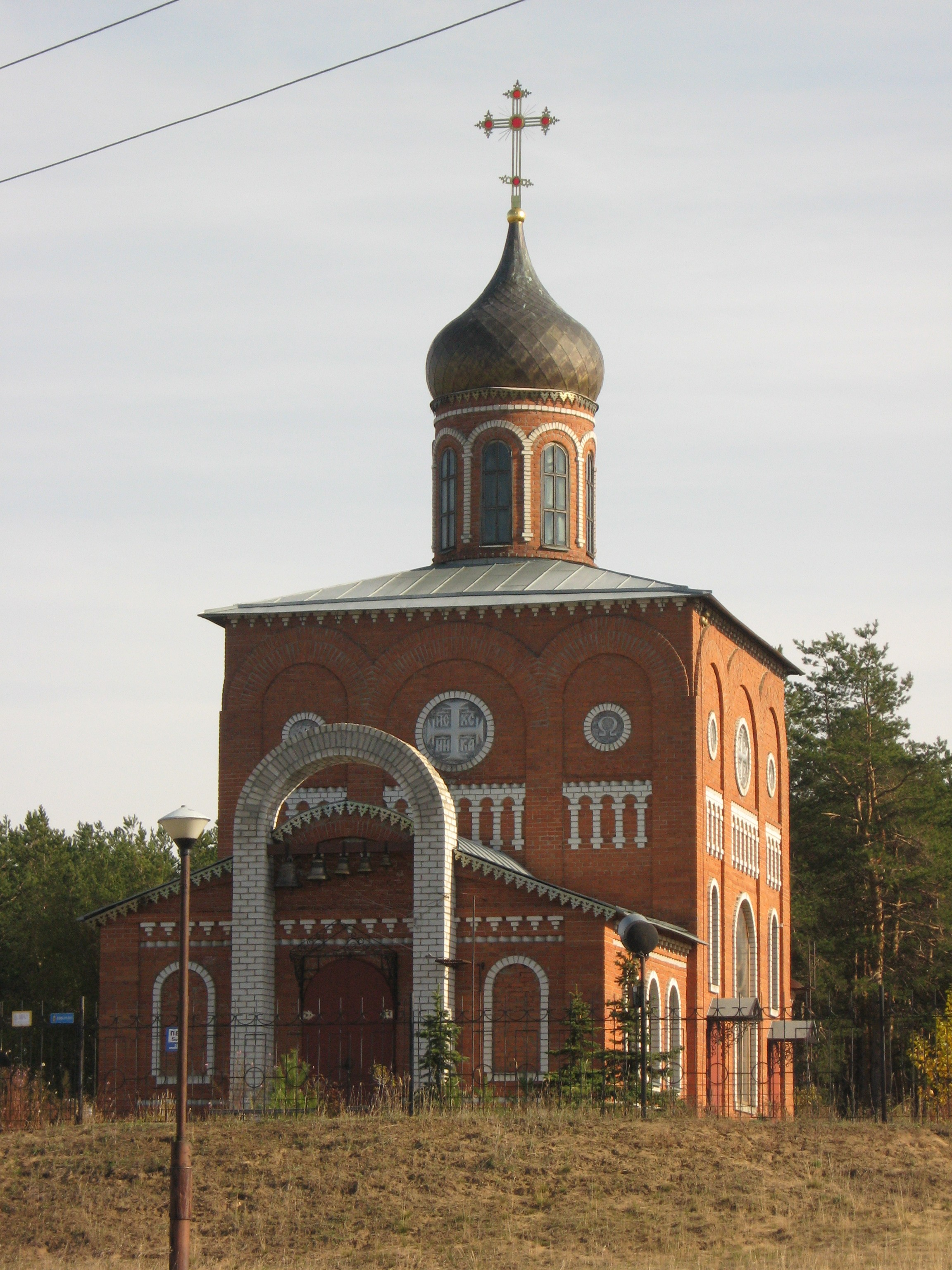
Храм Святителя Николая в Сосновке, 2010

По сведениям справочника Казанской епархии 1904 года жители деревни Голодяиха были прихожанами расположенного на правобережной стороне Волги Никольского собора Чебоксар (каменный, трёхпрестольный, построенный в 1690 году на средства неизвестных лиц на месте сгоревшего деревянного, до 1764 года — монастырский храм, с 1869 года — приходской, колокольня снесена в 1929 году, храм закрыт в 1934 году, снесён в 1940).

В 1994 году в Заволжье в центре посёлка по проекту и на средства жителя Сосновки Юрия Аксёнова с дополнительными пожертвованиями прихожан был построен каменный однопрестольный храм святителя Николая. Храм был освящён 1 сентября 1999 года архиепископом Варнавой.

## Инфраструктура
Улицы: 2-я Озёрная, Биржевая, Больничная, Брикетная, Грибная, Заволжская, Заречная, Затонная, Кувшинская зона отдыха, Левобережная, Лесная, Лесовозная, Лесопильная, Лесорубов, Лесхозная, Мукшумская, Нагорная, Нижне-Нагорная, Новая, Новосёлов, Песчаная, Полевая, Поселковая, Просечная, Раздольная, Родниковая, Санаторная, Сосновская, Сплавная, Тальниковая, Тихая, Травяная, Хвойная, Центральная, Чурочная, Юности.

Переулки: Сосновый, Школьный. 

В посёлке имеются:
- детский сад (детский сад № 47; 2 корпус — ул. Сосновская, 24; 3 корпус — ул. Сосновская, 47а);
- школа (Заволжская СОШ им. М. П. Костиной; пер. Школьный, 2)[28];
- спортивная школа (детско-юношеская спортивная школа № 10 г. Чебоксары; пер. Школьный, 1);
- поликлиника № 3 Первой Чебоксарской городской больницы имени П. Н. Осипова (пер. Школьный, 2);
- информационно-культурный центр (ул. Сосновская, 57);
- баня (ул. Травяная, 10);
- два отделения почты России;
- кафе и магазины.

## Памятники и памятные места
- Памятник, посвящённый жителям деревни, ранее расположенной на ул. Сосновская (ул. Сосновская, д. 53)
- Памятник, посвящённый жителям деревни, ранее расположенной на ул. Сосновская (ул. Сосновская, д. 57)[29]

## Персоналии
- Костина, Мая Петровна (род. 1942 года, с. Шихазаны, Канашский район) — заслуженный мастер спорта СССР по парашютному спорту (1975), пятикратная чемпионка мира; обладательница 38 рекордов мира, Европы и СССР; абсолютная чемпионка Европы (1975) и Спартакиады народов СССР (1967, 1971). Совершила около 7000 прыжков с парашютом. Училась в Заволжской школе.
- Корыстина Валентина Петровна (род. 1948, пос. Сосновка) — работник культуры, хормейстер, Заслуженный работник культуры Чувашской АССР (1981), Заслуженный работник культуры РСФСР (1987)[30].
- Корытников Александр Сергеевич (род. 1944, пос. Сосновка) — передовик производства, Заслуженный энергетик Российской Федерации (2000)[31].
- Кузьмин Михаил Александрович (1920, д. Голодяиха Чебоксарского уезда — 1989, Сосновка) — работник культуры, участник Великой Отечественной войны, в 1972—1980 — старший художник по свету в Русском драматическом театре. Заслуженный работник культуры РСФСР (1973)[32].
- Полячихина, Юлия Сергеевна (род. 2000, Чебоксары) — российская модель; победительница конкурса «Мисс Россия» в 2018 году. До победы в конкурсе проживала в посёлке Сосновка, закончила Заволжскую среднюю школу.

## Комментарии
1. ↑  Указана численность экономических крестьян
2. ↑  Указана численность прихожан Никольского собора